# Breakfast in America
| 전문가 평가                   | 전문가 평가 |
| 평가 점수                     | 평가 점수   |
| 출처                          | 점수        |
| ----------------------------- | ----------- |
| AllMusic                      | [ 1 ]       |
| Christgau's Record Guide      | C+          |
| Encyclopedia of Popular Music | [ 3 ]       |
| The Great Rock Discography    | 7/10        |
| Mojo                          | [ 5 ]       |
| Record Collector              | [ 6 ]       |
| The Rolling Stone Album Guide | [ 7 ]       |
| Smash Hits                    | 8/10        |
| Uncut                         | [ 9 ]       |

《Breakfast in America》는 1979년 3월 29일, A&M 레코드에 의해 발매된 영국의 록 밴드 슈퍼트램프의 여섯 번째 스튜디오 음반이다. 이 음반은 1978년 로스엔젤레스에 있는 빌리지 스튜디오에서 녹음되었다. 이 곡은 네 개의 미국 빌보드 싱글 히트곡인 〈The Logical Song〉 (6위), 〈Goodbye Stranger〉 (15위), 〈Take the Long Way Home〉 (10위) 그리고 〈Breakfast in America〉 (62위)를 발매했다. 영국에서, 〈The Logical Song〉와 타이틀곡은 모두 10위권 안에 들었으며, 이 그룹은 고국에서 유일하게 2개의 히트곡을 가지고 있었다.
1980년, 《Breakfast in America》는 두 개의 그래미 어워드를 수상했는데, 여기에는 최고의 엔지니어링 비클래식 레코딩과 올해의 앨범상과 듀오나 그룹이 선정한 최고의 팝 퍼포먼스가 포함된다. 이 음반은 미국 음반 산업 협회의 4배 플래티넘 인증을 받았고 미국에서만 4백만 장 이상이 팔리면서 슈퍼트램프의 가장 많이 팔린 음반이 되었다. 1979년 6월 30일까지 6주 동안 빌보드 200 차트에서 1위를 했다. 이 음반은 노르웨이, 오스트리아, 스페인, 캐나다, 오스트레일리아, 프랑스에서도 1위를 차지했다.

## 배경
《Even in the Quietest Moments...》과 마찬가지로 릭 데이비스와 로저 호지슨은 대부분의 노래를 따로 썼지만 음반의 주제를 공동으로 구상했다. 그들의 원래 콘셉트는 《Hello Stranger》라는 제목으로 데이비스와 호지슨 사이의 관계와 상충되는 이상에 관한 노래들의 음반이었다. 호지슨은 다음과 같이 설명했다. "우리는 몇몇 노래들이 정말로 두 사람이 서로 그리고 서로에게 말을 하는 것에 자신을 빌려준다는 것을 깨달았습니다. 제가 그의 사고방식을 내려놓을 수도 있고, 그가 제 인생관에 도전할 수도 있습니다. 우리의 생활 방식은 매우 다르지만, 저는 그를 사랑해요. 그 대조는 세상을 돌고 슈퍼트램프를 돌고 돌게 만드는 것입니다. 그의 신념은 나의 도전이고 나의 신념은 그의 도전입니다."
이 아이디어는 결국 "재미있는" 노래들의 음반을 위해 폐기되었고, 데이비스는 처음에 《Hello Stranger》라는 제목을 유지하고 싶었지만, 그는 호지슨에 의해 그것을 《Breakfast in America》로 바꾸도록 설득했다. 호지슨은 나중에 다음과 같이 말했다. "우리는 이 제목이 재미있는 제목이었기 때문에 이 제목을 선택했습니다. 음반의 재미에 딱 맞았어요." 타이틀과 세 곡(〈Gone Hollywood〉, 〈Breakfast in America〉, 〈Child of Vision〉)의 미국 문화에 대한 제목과 노골적인 풍자 때문에, 많은 청취자들은 이 음반을 미국의 풍자로 해석했다. 슈퍼트램프의 멤버들은 미국 문화에 대한 반복적인 언급은 순전히 우연의 일치이며 그러한 주제 풍자는 의도된 것이 아니라고 주장해 왔다. 호지슨은 그 잘못된 인식을 《Crime of the Century》(1974년)가 종종 콘셉트 음반으로 잘못 해석되는 방법과 유사하다고 묘사했다.
〈Gone Hollywood〉는 《Breakfast in America》의 오프닝 곡이다. 데이비스가 쓴 이 곡은 무비 스타가 되기를 희망하며 로스앤젤레스로 이사하는 사람에 대해 이야기하지만, 그가 상상했던 것보다 훨씬 더 어렵다는 것을 알게 된다. 그는 결국 휴가를 얻어 "대로의 화젯거리"가 될 때까지 고군분투하고 좌절한다. 원래 가사는 더 암울했지만, 다른 밴드 멤버들의 압력으로, 데이비스는 그것들을 더 낙관적이고 상업적으로 호소력 있게 다시 썼다. 《빌보드》의 작가 데이비드 패럴은 데이비스의 리드 보컬 외에 이 노래가 퀸 노래처럼 들린다고 느꼈다.

## 녹음
그 음반은 두 차례의 데모를 거쳤다. 첫 번째는 홈 데모였는데, 각각 수석 작곡가인 릭 데이비스나 로저 호지슨이 노래를 부르고 어쿠스틱 피아노나 월리처 일렉트릭 피아노를 연주하는 것으로 구성되었다. 두 번째는 1978년 4월 말과 5월 초에 캘리포니아주 버뱅크에 있는 사우스콤비 스튜디오에서 녹음된 8트랙 데모이다. 이 밴드는 이 데모들을 녹음할 때 모든 곡의 백 트랙 편곡 작업을 진행했고(〈Take the Long Way Home〉을 제외하고) 음반에 수록될 순서를 결정했다.
이 밴드와 제작팀은 믹싱에 많은 시간을 들이지 않기 위해 완벽한 음정을 찾을 때까지 일주일 동안 다양한 사운드 설정을 실험했다. 이 엔지니어링 팀은 적절한 조합을 찾기 위해 두 달 이상 극도로 스트레스를 받는 시간을 보내게 될 것이고, 마감일이 다가왔기 때문에 그 시간이 지난 후에야 작업을 끝냈을 뿐, 결과에 전혀 만족해하지 않았기 때문에 그 노력은 허사로 판명되었다.

## 곡 목록
모든 곡들은 릭 데이비스와 로저 호지슨에게 표기되었다.
| #  | 제목                     | 작사·작곡 | 리드 보컬        | 재생 시간 |
| -- | ------------------------ | --------- | ---------------- | --------- |
| 1. | 〈Gone Hollywood〉       | 데이비스  | 데이비스, 호지슨 | 5:19      |
| 2. | 〈The Logical Song〉     | 호지슨    | 호지슨           | 4:07      |
| 3. | 〈Goodbye Stranger〉     | 데이비스  | 데이비스         | 5:46      |
| 4. | 〈Breakfast in America〉 | 호지슨    | 호지슨           | 2:37      |
| 5. | 〈Oh Darling〉           | 데이비스  | 데이비스         | 3:43      |

| #   | 제목                           | 작사·작곡 | 리드 보컬                   | 재생 시간 |
| --- | ------------------------------ | --------- | --------------------------- | --------- |
| 6.  | 〈Take the Long Way Home〉     | 호지슨    | 호지슨                      | 5:08      |
| 7.  | 〈Lord Is It Mine〉            | 호지슨    | 호지슨                      | 4:08      |
| 8.  | 〈Just Another Nervous Wreck〉 | 데이비스  | 데이비스                    | 4:22      |
| 9.  | 〈Casual Conversations〉       | 데이비스  | 데이비스                    | 2:56      |
| 10. | 〈Child of Vision〉            | 호지슨    | 호지슨, 데이비스, 존 헬리웰 | 7:24      |

## 인증
| 국가                                                  | 인증        | 판매량/출하량 |
| ----------------------------------------------------- | ----------- | ------------- |
| 오스트레일리아 (ARIA)                                 | 골드        | 25,000^       |
| 벨기에 (BEA)                                          | 골드        | 0*            |
| 캐나다 (뮤직 캐나다)                                  | 다이아몬드  | 1,000,000^    |
| 프랑스 (SNEP)                                         | 플래티넘    | 3,072,100     |
| 독일 (BVMI)                                           | 플래티넘    | 500,000^      |
| 이스라엘                                              | 골드        | 20,000        |
| 일본 (오리콘 차트)                                    | —           | 178,000       |
| 네덜란드 (NVPI)                                       | 플래티넘    | 100,000^      |
| 뉴질랜드 (RMNZ)                                       | 플래티넘    | 15,000^       |
| 노르웨이 (IFPI 노르웨이)                              | 골드        | 25,000*       |
| 포르투갈 (AFP)                                        | 2× 골드     | 40,000^       |
| 스페인 (PROMUSICAE)                                   | 2× 골드     | 100,000^      |
| 스위스 (IFPI 스위스)                                  | 골드        | 25,000^       |
| 영국 (BPI)                                            | 플래티넘    | 300,000^      |
| 미국 (RIAA)                                           | 4× 플래티넘 | 4,000,000^    |
| *판매량을 기반으로 한 인증 ^출하량을 기반으로 한 인증 |             |               |

## 같이 보기
- 가장 많이 팔린 음반 목록